# Сайас-и-Альфонсо, Альфредо
Альфре́до Са́йас-и-Альфо́нсо, Альфре́до Са́яс (исп. Alfredo Zayas y Alfonso; 21 февраля 1861 — 11 апреля 1934) — кубинский политический и государственный деятель, юрист, историк, филолог (лексикограф), поэт, четвертый президент Кубы (20 мая 1921 — 20 мая 1925).

## Биография
Родился в аристократической семье, владевшей сахарными плантациями на Кубе. Изучал право.
Был одним из лидеров восстания 1895 года, при этом отказался от использования благородного префикса «де» в своем имени, и стал известен как Альфредо Саяс. Кроме успешной юридической практики, активно участвовал в кубинских литературных кругах, в частности был соредактором журнала «Cuba Literaria».
Во время войны за независимость Кубы 1895—1898 годов был арестован и отправлен в тюрьму в африканской Сеуте. Во время депортации (20 сентября 1896 г.), находясь транзитом в Мадриде, написал одни из лучших своих поэтических произведений, в частности «Когда выпадает снег», которое впоследствии было опубликовано в первом томе полного собрания его поэзии.
По возвращении на Кубу после испано-кубинско-американской войны стал исполняющим обязанности мэра Гаваны . С 1901 года был членом Конституционного конвента и его секретарём. Будучи лидером либеральной оппозиции, выступал против аннексии Кубы США, голосовал против поправки Платта и предоставления Соединенным Штатам военно-морских баз в Гуантанамо.
Был прокурором, судьёй, избирался сенатором в 1905 году, председателем Сената в 1906 году, вице-президентом Кубы с 1909 по 1913 год. На выборах 1916 года получил больше голосов, чем действующий президент от национал-консерваторов Марио Гарсиа Менокаль, однако последний, будучи проамериканским кандидатом, был провозглашён победителем и подавил либеральное восстание против фальсификации выборов (Чамбелона). Саяс сдался в Камбуте близ Гуанабакоа.
Впрочем, последующие выборы 1920 года принесли уже однозначную победу Саясу (но выступавшему уже не от Либеральной, а от Кубинской народной партии, к тому же в союзе с недавним оппонентом Менокалем), и в 1921—1925 годах тот занимал пост президента Республики Куба. Саяс принялся за реформы с целью обеспечить свободу слова и прессы (включая запуск первой кубинской радиостанции PWX) и запустил процесс предоставления права голоса женщинам (резолюция 1921 года в Сенате). Ему также удалось восстановить кубинский суверенитет над островом Пинос, оккупированным американцами с 1898 года (ратификация договора Хея-Кесады в 1925 году).
Одновременно над Кубой нависала поправка Платта, падение цен на сахар, банкротство бюджета и необходимость получения очередного американского займа от J.P. Morgan, так что фактически государством в первые годы президенства Саяса правил личный представитель президента США на Кубе, генерал Инок Герберт (Энох Херберт) Краудер, создавший в 1922 году так называемый кабинет Краудера и в 1923 году назначенный первым послом США на Кубе.
Саяса прозвали «китайцем» (el Chino) за его «восточную выдержку», стоицизм и флегматичность, а также «pesetero», ведь со времени своего заключения в Мадриде он всегда носил в кармане испанскую песету. Он не стал переизбираться на президентский пост, а посвятил себя научной и литературной деятельности: руководству Академией истории, участию в конференциях и переизданию главного труда своей жизни, двухтомной монографии по антильской лексикографии («Lexicografía Antillana», впервые вышедшей в 1914 году).